# Юровичи (Дятловский район)
Ю́ровичи (бел. Юравічы) — деревня в Вензовецком сельсовете Дятловского района Гродненской области Белоруссии. По переписи населения 2009 года в Юровичах проживало 103 человека. Площадь сельского населённого пункта составляет 73,22 га, протяжённость границ — 6,39 км.

## География
Юровичи расположены в 4 км к юго-западу от Дятлово, 136 км от Гродно, 17 км от железнодорожной станции Новоельня.

## История
В 1624 году упоминаются в составе Вензовецкой волости во владении Сапег.
В 1878 году Юровичи — деревня в Дятловской волости Слонимского уезда Гродненской губернии (44 двора, магазин).
В 1921—1939 годах Юровичи находились в составе межвоенной Польской Республики. В сентябре 1939 года Юровичи вошли в состав БССР.
В 1996 году Юровичи входили в состав колхоза «Красный Октябрь». В деревне насчитывалось 77 хозяйств, проживало 124 человека. Имелись животноводческая ферма, магазин.